# مناور العازمي
مناور العازمي، من مواليد 1965، نائب سابق في مجلس الأمة الكويتي فبراير 2012.

## نبذة
مناور ذياب نقا القوزاني العازمي مواليد 1965 ، يعمل سابقا موظفا في وزارة الشؤون الاجتماعية والعمل، وحاصل على الشهادة المتوسطة، انتخب نائبا في مجلس الامة الكويتي المبطل الأول فبراير 2012 عن الدائرة الخامسة بعدد 11326 صوتاً.